# Заратос
Заратос (англ. Zarathos) — вигаданий персонаж всесвіту Marvel, що фігурує в коміксах американського видавництва Marvel Comics про антигероя під псевдонімом Примарний вершник. Він демон, якого колись було взято в полон Мефістофелем і нині є частиною канонічного альтер-его Примарного вершника — Джонні Блейза.

## Історія публікації
Він уперше з'явився в коміксі Marvel Spotlight #5 (Серпень 1972). Цей персонаж був вигаданий сценаристами Роєм Томасом і Ґері Фрідріхом та художником Майком Плуґом.

## Вигадана біографія
До подій, пов'язаних із Примарним вершником, Заратос був звичайним демоном, перетвореним на кам'яну статую. З цієї в'язниці його звільнив корінний американський філософ К'Нату, просячи допомогти у своїх самосудах. Заратос прийняв пропозицію і довго співпрацював із нею, у результаті сформувавши цілий культ своїх шанувальників. Це приваблює Мефісто і він перемагає Заратоса, заручившись підтримкою його давнього ворога Центурія.
У наші дні Мефісто пов'язав дух Заратоса з мотокаскадером Джонні Блейзом, тим самим перетворивши його на Примарного гонщика. Згодом Заратос отримав можливість іноді брати контроль над тілом Джонні, роблячи його жорстокішим.

## Сили та здібності
Постійно демонструється, що Заратос може кинути виклик Мефісто як у земному, і в магічному бою. Він має неймовірний рівень сили та витривалості, що набагато перевищує рівень його господарів, і повністю безсмертний для всього, крім сил деяких могутніх істот. У повній силі Заратос вплинув на деякі земні елементи; здатний викликати грози, щоб спопелити своїх супротивників блискавками, а також розривати землю, щоб заманити своїх жертв у пастку у твердій скелі або пронизати їх сталагмітами зі шпильками.
Він може стріляти пекельним вогнем із рук і може переносити себе та інших у різні місця. Очевидно, що більше душ він поглинає, то сильнішим він стає. Заратос також має значні знання в області магії та має здатність маніпулювати магічною енергією для отримання різних ефектів.